# New Tafo Akim
New Tafo Akim – największe miasto dystryktu Abuakwa North, w Regionie Wschodnim, w Ghanie. Według spisu w 2010 roku liczy 31,5 tys. mieszkańców.